# Französischer Fußball-Supercup
Der Französische Fußball-Supercup (französisch Trophée des Champions) ist ein Pokalwettbewerb für Männermannschaften, der 1995 unter der Bezeichnung Challenge Gabriel Hanot geschaffen wurde und seither alljährlich zwischen dem Gewinner der Coupe de France und dem französischen Fußballmeister – heutzutage ersatzweise dem Vizemeister, falls der Meister zugleich auch Pokalsieger geworden ist – der Männer ausgespielt wird. Der Wettbewerb wird von der Ligue de Football Professionnel (LFP) organisiert, nach deren Statuten ausschließlich Profivereine um die Trophäe spielen dürfen; sollte eine Amateurmannschaft den Landespokal gewinnen, müsste die LFP im Einzelfall festlegen, wer an deren Stelle gegen den Landesmeister antritt. Vorgängerwettbewerb war die Challenge des Champions, welche von 1955 bis 1962, 1965 bis 1973 sowie 1985 und 1986 ausgetragen wurde. Außerdem trug bereits 1949 der damalige Meister Stade Reims eine nicht offizielle Partie gegen den Pokalsieger Racing Paris aus, die er mit 4:3 gewann. Eine Besonderheit des jeweils am Ende der Sommerpause ausgetragenen Spiels ist der Modus, wonach es bei unentschiedenem Spielstand nach 90 Minuten keine Verlängerung gibt, sondern die Entscheidung sofort in einem Elfmeterschießen gefunden werden muss. Grund dafür ist, dass die Spieler wegen des wenige Tage später beginnenden Punktspielbetriebs nicht über Gebühr strapaziert werden sollen.
Das Spiel 2007 sollte eigentlich in Tianjin (China) ausgetragen werden; mit dieser Marketingmaßnahme wollte die LFP den französischen Fußball bei dem wachsenden Kreis asiatischer Sportinteressierter populärer machen. Nachdem allerdings bis Anfang Juli keine Genehmigung durch den chinesischen Verband vorlag, wurde die Austragung kurzfristig nach Frankreich verlegt und das Heimrecht Meister Lyon zugelost. 2009 wurde dieser Versuch wiederholt, diesmal allerdings im franko-kanadischen Montréal, und seither findet die jeweilige Begegnung regelmäßig im Ausland statt.
Seit 2019 gibt es auf Beschluss der Fédération Française de Football auch im Frauenfußball ein auf neutralem Platz ausgetragenes Spiel um den französischen Supercup, der die Bezeichnung Trophée des Championnes („Pokal der Meisterinnen“) trägt. Hierbei gilt gleichfalls die Regel, dass in dem Fall, dass Meister und Pokalsieger identisch sind, der Zweitplatzierte der Division 1 und nicht der Verlierer des Pokalfinales daran teilnimmt.

## Challenge des Champions
i. E. = Ergebnis des Elfmeterschießens
| Jahr | Sieger              | Finalist            | Resultat        | Austragungsort                            |
| ---- | ------------------- | ------------------- | --------------- | ----------------------------------------- |
| 1955 | Stade Reims         | OSC Lille           | 7:1             | Marseille (Stade Vélodrome)               |
| 1956 | UA Sedan-Torcy      | OGC Nizza           | 1:0             | Paris (Parc des Princes)                  |
| 1957 | AS Saint-Étienne    | FC Toulouse         | 2:1             | Toulouse (Stadium Municipal)              |
| 1958 | Stade Reims         | Olympique Nîmes     | 2:1             | Marseille (Stade Vélodrome)               |
| 1959 | Le Havre AC         | OGC Nizza           | 2:0             | Paris (Parc des Princes)                  |
| 1960 | Stade Reims         | AS Monaco           | 6:2             | Nantes (Stade Marcel-Saupin)              |
| 1961 | AS Monaco           | UA Sedan-Torcy      | 1:1             | Marseille (Stade Vélodrome)               |
| 1962 | AS Saint-Étienne    | Stade Reims         | 3:2             | Limoges (Stade de Beaublanc)              |
| 1965 | FC Nantes           | Stade Rennes        | 4:2             | Lorient (Stade du Moustoir)               |
| 1966 | Stade de Reims      | FC Nantes           | 2:0             | Nantes (Stade Marcel-Saupin)              |
| 1967 | AS Saint-Étienne    | Olympique Lyon      | 3:0             | Saint-Étienne (Stade Geoffroy-Guichard)   |
| 1968 | AS Saint-Étienne    | Girondins Bordeaux  | 5:3             | Montpellier (Stade Richter)               |
| 1969 | AS Saint-Étienne    | Olympique Marseille | 3:2             | Paris (Parc des Princes)                  |
| 1970 | OGC Nizza           | AS Saint-Étienne    | 2:0             | Nizza (Stade Léo-Lagrange)                |
| 1971 | Olympique Marseille | Stade Rennes        | 2:2             | Brest (Stade de l'Armoricaine)            |
| 1972 | SEC Bastia          | Olympique Marseille | 5:2             | Toulon (Stade de Bon Rencontre)           |
| 1973 | Olympique Lyon      | FC Nantes           | 1:0             | Brest (Stade de l'Armoricaine)            |
| 1985 | AS Monaco           | Girondins Bordeaux  | 1:1 (8:7 i. E.) | Bordeaux (Parc Lescure)                   |
| 1986 | Girondins Bordeaux  | Paris Saint-Germain | 1:0             | Les Abymes, Guadeloupe (Stade des Abymes) |

## Trophée des Champions
i. E. = Ergebnis des Elfmeterschießens
| Jahr | Sieger                                                 | Finalist                                               | Resultat                                               | Austragungsort                                         | Zuschauer                                              |
| ---- | ------------------------------------------------------ | ------------------------------------------------------ | ------------------------------------------------------ | ------------------------------------------------------ | ------------------------------------------------------ |
| 1995 | Paris Saint-Germain                                    | FC Nantes                                              | 2:2, 6:5 i. E.                                         | Brest (Stade Francis-Le Blé)                           | 12.000                                                 |
| 1996 | Kein Spiel, da die AJ Auxerre den Doublé gewonnen hat. | Kein Spiel, da die AJ Auxerre den Doublé gewonnen hat. | Kein Spiel, da die AJ Auxerre den Doublé gewonnen hat. | Kein Spiel, da die AJ Auxerre den Doublé gewonnen hat. | Kein Spiel, da die AJ Auxerre den Doublé gewonnen hat. |
| 1997 | AS Monaco                                              | OGC Nizza                                              | 5:2                                                    | Béziers (Stade de la Méditerranée)                     | 07.614                                                 |
| 1998 | Paris Saint-Germain                                    | RC Lens                                                | 1:0                                                    | Tours (Stade de la Vallée du Cher)                     | 10.370                                                 |
| 1999 | FC Nantes                                              | Girondins Bordeaux                                     | 1:0                                                    | Amiens (Stade de la Licorne)                           | 11.860                                                 |
| 2000 | AS Monaco                                              | FC Nantes                                              | 0:0, 5:4 i. E.                                         | Montbéliard (Stade Auguste-Bonal)                      | 09.920                                                 |
| 2001 | FC Nantes                                              | Racing Straßburg                                       | 4:1                                                    | Strasbourg (Stade de la Meinau)                        | 07.690                                                 |
| 2002 | Olympique Lyon                                         | FC Lorient                                             | 5:1                                                    | Cannes (Stade Pierre de Coubertin)                     | 05.040                                                 |
| 2003 | Olympique Lyon                                         | AJ Auxerre                                             | 2:1                                                    | Lyon (Stade de Gerland)                                | 18.250                                                 |
| 2004 | Olympique Lyon                                         | Paris Saint-Germain                                    | 1:1, 7:6 i. E.                                         | Cannes (Stade Pierre de Coubertin)                     | 09.430                                                 |
| 2005 | Olympique Lyon                                         | AJ Auxerre                                             | 4:1                                                    | Auxerre (Stade de l’Abbé-Deschamps)                    | 10.970                                                 |
| 2006 | Olympique Lyon                                         | Paris Saint-Germain                                    | 1:1, 5:4 i. E.                                         | Lyon (Stade de Gerland)                                | 30.530                                                 |
| 2007 | Olympique Lyon                                         | FC Sochaux                                             | 2:1                                                    | Lyon (Stade de Gerland)                                | 30.410                                                 |
| 2008 | Girondins Bordeaux                                     | Olympique Lyon                                         | 0:0, 5:4 i. E.                                         | Bordeaux (Stade Chaban-Delmas)                         | 27.170                                                 |
| 2009 | Girondins Bordeaux                                     | EA Guingamp                                            | 2:0                                                    | Montréal (Olympiastadion)                              | 34.070                                                 |
| 2010 | Olympique Marseille                                    | Paris Saint-Germain                                    | 0:0, 5:4 i. E.                                         | Radès (Stade du 7-Novembre)                            | 57.000                                                 |
| 2011 | Olympique Marseille                                    | OSC Lille                                              | 5:4                                                    | Tanger (Stade Ibn-Battouta)                            | 33.900                                                 |
| 2012 | Olympique Lyon                                         | HSC Montpellier                                        | 2:2, 4:2 i. E.                                         | Harrison (Red Bull Arena)                              | 15.170                                                 |
| 2013 | Paris Saint-Germain                                    | Girondins Bordeaux                                     | 2:1                                                    | Libreville (Stade d’Angondjé)                          | 34.660                                                 |
| 2014 | Paris Saint-Germain                                    | EA Guingamp                                            | 2:0                                                    | Peking (Arbeiterstadion)                               | 39.752                                                 |
| 2015 | Paris Saint-Germain                                    | Olympique Lyon                                         | 2:0                                                    | Montréal (Stade Saputo)                                | 20.057                                                 |
| 2016 | Paris Saint-Germain                                    | Olympique Lyon                                         | 4:1                                                    | Klagenfurt am Wörthersee (Wörthersee Stadion)          | 09.500                                                 |
| 2017 | Paris Saint-Germain                                    | AS Monaco                                              | 2:1                                                    | Tanger (Stade Ibn-Battouta)                            | 45.000                                                 |
| 2018 | Paris Saint-Germain                                    | AS Monaco                                              | 4:0                                                    | Shenzhen (Shenzhen Universiade Sports Centre Stadium)  | 41.237                                                 |
| 2019 | Paris Saint-Germain                                    | Stade Rennes                                           | 2:1                                                    | Shenzhen (Shenzhen Universiade Sports Centre Stadium)  | 22.045                                                 |
| 2020 | Paris Saint-Germain                                    | Olympique Marseille                                    | 2:1                                                    | Lens (Stade Bollaert-Delelis)                          | 0                                                      |
| 2021 | OSC Lille                                              | Paris Saint-Germain                                    | 1:0                                                    | Tel Aviv-Jaffa (Bloomfield-Stadion)                    | 29.000                                                 |
| 2022 | Paris Saint-Germain                                    | FC Nantes                                              | 4:0                                                    | Tel Aviv-Jaffa (Bloomfield-Stadion)                    | 28.000                                                 |
| 2023 | Paris Saint-Germain                                    | FC Toulouse                                            | 2:0                                                    | Paris (Parc des Princes)                               | 43.792                                                 |
| 2024 | Paris Saint-Germain                                    | AS Monaco                                              | 1:0                                                    | Doha (Stadion 974)                                     | 39.682                                                 |

## Erfolgsstatistik
| Pl. | Verein              | Chall. | Troph. | Gesamt | Teil- nahme |
| --- | ------------------- | ------ | ------ | ------ | ----------- |
| 1.  | Paris Saint-Germain | 0      | 13     | 13     | 18          |
| 2.  | Olympique Lyon      | 1      | 7      | 8      | 14          |
| 3.  | AS Saint-Étienne    | 5      | 0      | 5      | 6           |
| 4.  | Stade Reims         | 4      | 0      | 4      | 5           |
|     | AS Monaco           | 2      | 2      | 4      | 8           |
| 6.  | FC Nantes           | 1      | 2      | 3      | 7           |
|     | Olympique Marseille | 1      | 2      | 3      | 6           |
|     | Girondins Bordeaux  | 1      | 2      | 3      | 7           |
| 9.  | UA Sedan-Torcy      | 1      | 0      | 1      | 2           |
|     | Le Havre AC         | 1      | 0      | 1      | 1           |
|     | OGC Nizza           | 1      | 0      | 1      | 4           |
|     | SEC Bastia          | 1      | 0      | 1      | 1           |
|     | Stade Rennes        | 1      | 0      | 1      | 3           |
|     | AJ Auxerre          | 0      | 1      | 1      | 3           |
|     | OSC Lille           | 0      | 1      | 1      | 3           |

Stand: einschließlich 2024